# Берчеллино, Джанкарло
Джанкарло Берчеллино (итал. Giancarlo Bercellino; род. 9 октября 1941, Гаттинара, Пьемонт) — итальянский футболист.

## Биография
Начал свою карьеру в молодёжном составе клуба «Боргосесия», где главным тренером был его отец, там молодого футболиста заметили в «Ювентусе», с которым он подписал контракт и был направлен на правах аренды в клуб серии B «Алессандрия». После сезона в «Алессандрии» Берчеллино возвращается в «Юве» и выступает там на протяжении 8 сезонов, составляя знаменитую пару центральных защитников с Эрнесто Кастано. В 1965 году «Ювентус» побеждает в кубке Италии, а Берчеллино привлекается в национальную сборную на товарищеский матч с Уэльсом, где итальянцы выигрывают 4:1. В 1967 году Берчеллино выигрывает свой первый и единственный скудетто и призывается Ферруччо Валькареджи под знамёна итальянской сборной на чемпионат Европы 1968, где Италия и побеждает. В 1969 году Берчеллино уходит из «Ювентуса», проведя за Старую синьору 203 матча и забив 14 мячей (154 матча и 10 мячей в серии А) и переходит в «Брешию», а заканчивает карьеру он в клубе «Лацио».

## Достижения
- Обладатель Кубка Италии: 1965
- Чемпион Италии: 1967
- Чемпион Европы: 1968